# Les vieux sont nerveux
Pour plus de détails, voir Fiche technique et Distribution.
Les vieux sont nerveux est un film français réalisé par Thierry Boscheron en 2008.

## Synopsis
Laissés pour compte dans une maison de retraite, une bande de "Séniors" détournent de la morphine à usage médical pour se procurer des amphétamines et autres produits dopants leur permettant quelques instants d'oublier l'usure du temps...
Au cours de leur promenade en foret, sous l'effet des différentes substances qu'ils ont absorbés ; ils se plaisent à faire disparaître tous les symboles du jeunisme et règlent leur compte à ceux qu'ils appellent les " Mickeys ".
Ils massacrent en toute simplicité les "quadras" aux portables flambant neufs qui incarnent le jeunisme (les sportifs fluos du dimanche, les conducteurs de 4x4)....
Mais un jour, à la place d'un de leur complice décédé, arrive un nouveau...

## Fiche technique
- Titre : Les vieux sont nerveux
- Réalisation : Thierry Boscheron
- Scénario : Thierry Boscheron, Fabien Guyot
- Durée : 93 minutes
- Date de sortie : France : 14 janvier 2009
- Pays de production :  France

## Distribution
- Gilles Gaston-Dreyfus : Gaby
- Jean Arrondel : Daniel
- Michèle Simonnet : Madeleine
- Thierry Ragueneau : le petit jeune
- Jacqueline Herbert : Nicole
- Gérard Pichon : Jacques
- Catherine Poccard : Élise
- Anaïse Wittmann : Rose
- Sacha Bourdo : Dimitri
- Jean-Michel Lahmi : l'inspecteur
- Joseph Malerba : le directeur
- Laurent Olmedo : l'infirmier séducteur
- Philippe Noël : le Mickey Rouge
- Dominique Dodier : M. Loisel
- Emmanuelle Fernandez : la gendarmette

## Article annexe
- Psychotrope au cinéma et à la télévision